# Badet
El Badet o pic Badet és una muntanya de 3.160 m d'altitud, amb una prominència de 61 m, que es troba al massís de Nhèuvièlha, al departament dels Alts Pirineus (França).